# Julius Gyllenhielm
Julius Gyllenhielm, född 1560, död 1581, var en frilloson till kung Johan III av Sverige och Katarina (Karin) Hansdotter. Han var en svensk ämbetsman. Han var bror till Sofia och Lucretia Gyllenhielm.
Julius Gyllenhielm blev liksom sin äldre syster omhändertagen av fadern vid dennes giftermål 1562, av Jöran Persson och Anna Andersdotter 1563, och återigen i faderns vård 1568.   Han adlades 17 år gammal av sin far, Johan III, och utnämndes till ståthållare över Åbo slott och län 1580, men avled redan året därpå.